# High Fidelity (revista)
High Fidelity fue una revista estadounidense que se publicó desde abril de 1951 hasta julio de 1989. Contenía información sobre equipos de audio de alta fidelidad, equipos de video, grabaciones de audio y otros aspectos del mundo musical, como la historia de la música, biografías y anécdotas, así como historias sobre artistas destacados.

## Historia
La revista, con sede en Great Barrington (Massachusetts) fue originalmente fundada como una publicación trimestral en 1951 por el audiófilo Milton B. Sleeper. Más adelante, se convirtió en una publicación mensual, y uno de sus primeros editores, Charles Fowler, pasó a ser el director.
En 1957, High Fidelity y su publicación hermana Audiocraft fueron adquiridas por Billboard Publications, Inc., cuando compró la empresa matriz de High Fidelity, Audiocom, Inc. al entonces presidente y editor, Charles Fowler.
Después de 16 años de propiedad, Billboard vendió High Fidelity en 1974, junto con su publicación hermana Modern Photography, a la división de revistas de American Broadcasting Companies por 9 millones de dólares. En el momento de la venta, High Fidelity y Modern Photography tenían difusiones de 260.000 y 470.000 lectores respectivamente.
Hasta 1981, sus oficinas editoriales estuvieron ubicadas en Great Barrington, Massachusetts. En enero de ese año, su empresa matriz, ABC Consumer Magazines, comenzó a trasladar las operaciones de la publicación a la ciudad de Nueva York, proceso que se completó en aproximadamente un año. En 1989, ABC vendió High Fidelity y su publicación hermana Modern Photography a Diamandis Communications (ahora Hachette Filipacchi Media), que fusionó su lista de suscriptores con la de la revista Stereo Review, (que se transformó en la actual revista Sound and Vision en 2000). High Fidelity y Modern Photography tenían circulaciones de 327.000 y 689.000 lectores respectivamente cuando Diamandis las cerró.

## Musical America
Mientras era una subsidiaria de Billboard Publications, High Fidelity compró Musical America en 1964 e incorporó la publicación recién adquirida como una opción adicional a las ediciones seleccionadas de High Fidelity que se enviaban por correo a los suscriptores que habían pagado una tarifa adicional. Durante este tiempo, Musical America no estuvo disponible en las copias de High Fidelity que se vendían en los quioscos, sino solo en ciertos ejemplares disponibles solo por suscripción. Este acuerdo comercial continuó después de que High Fidelity se vendiera a ABC Consumer Magazines en 1974.
ABC continuó este acuerdo editorial hasta 1986, cuando ABC decidió que necesitaba revivir Musical America como una publicación mensual separada (que luego se convirtió en bimensual) para luchar contra la pérdida de lectores causada por la fundación de una nueva publicación de música clásica competidora por James R. Oestreich llamada Opus. Oestreich fue un ex editor de música clásica de High Fidelity que fue despedido en 1983 por protestar por los recortes en la cobertura de música clásica en la publicación conjunta High Fidelity/Musical America. En protesta por el despido de Oestreich, varios editores de música clásica renombrados renunciaron en masa, para finalmente unirse a Oestreich en su nueva publicación.
La reintroducción de la primera edición separada de Musical America en 1987 sería mal manejada por ABC, que no proporcionó copias para su distribución en los quioscos de muchas ciudades importantes. Aunque el mandato de Musical America en ABC no se puede considerar muy brillante, evitó su venta conjunta con High Fidelity a Diamandis, y permaneció con ABC hasta 1991, cuando se vendió al inversor de medios Gerry M. Ritterman.